# Wen Chia-ling
Wen Chia-ling, född 14 januari 1978, är en taiwanesisk bågskytt. Hon deltog vid olympiska sommarspelen 2000.